# Porte de la Rade
Pour les articles homonymes, voir Rade.
La porte de la Rade, ou porte Massillon, est une porte de la ville d'Hyères, dans le Var, en France. Construite au XIIe siècle et au premier quart du XIIIe siècle, elle est inscrite comme monument historique depuis le 27 janvier 1926. Elle est la propriété d'une personne privée. 
Elle se situe sur la partie ouest de la place Clemenceau et sur la partie sud de la place de la République.

## Historique
Elle a été la porte principale des fortifications de la ville. 